# Австралия во Второй мировой войне

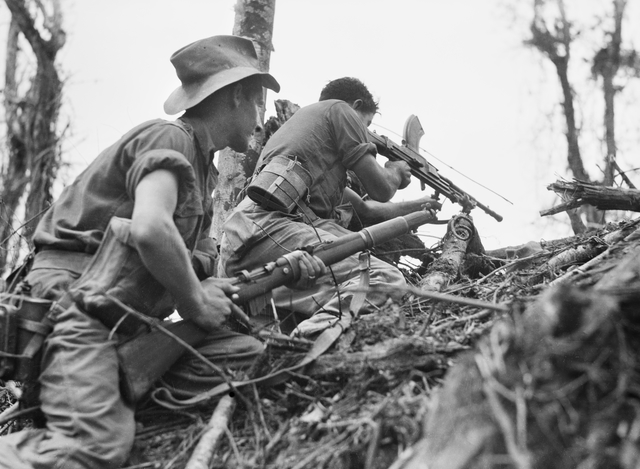
Австралийское пулемётное подразделение в бою Аитапе-Вевакской кампании в июне 1945 года.

3 сентября 1939 года, вскоре после вторжения немцев в Польшу, Австралия объявила Германии войну, тем самым вступив во Вторую мировую войну. В вооружённых силах страны в годы войны служило 993 тысячи человек из 6,9 млн человек населения страны. Австралийские военные соединения принимали участие в операциях на территории Европы, Северной Африки, а также в юго-западной части Тихого океана. Кроме того, территория Австралии впервые в истории подверглась прямому нападению противника. Всего за годы войны от действий противника погибло 27 073 австралийца, ещё 23 477 было ранено.
Фактически, в период между 1939 и 1945 годами Австралия участвовала в двух войнах. В рамках Британского Содружества наций воевала против Германии и Италии в Европе и Северной Африке. В союзе с Соединёнными Штатами и Великобританией принимала участие в военных действиях против Японии. С началом полномасштабной войны на Тихом океане большая часть австралийских войск была выведена со Средиземного моря. Тем не менее, многие австралийские соединения продолжали воздушную борьбу против Германии. С 1942 до начала 1944 года австралийские войска играли ключевую роль в войне на Тихом океане, так как представляли большинство союзных сил в его юго-западной части. С середины 1944 года Австралия, в основном, принимала участие в боях на второстепенных фронтах, при этом продолжая наступательные операции против Японии вплоть до окончания войны.
Вторая мировая война внесла серьёзные изменения в австралийскую экономику, внутреннюю и внешнюю политику. Она ускорила процесс индустриализации, привела к росту и развитию вооружённых сил. В плане внешней политики, Австралия больше стала ориентироваться на США, чем Великобританию. Косвенным результатом войны стало внутреннее преобразование австралийского общества — оно стало более разнородным и космополитическим.

## Начало войны
К моменту объявления войны Германии, 3 сентября 1939, австралийские сухопутные силы насчитывали 3 тысячи кадровых военных и 80 тысяч резервистов. Военно-морские силы — 2 тяжелых крейсера («Австралия», «Канберра»), 4 лёгких крейсера («Сидней», «Хобарт», «Перт», «Аделаида»), 5 миноносцев, 4 шлюпа, плавбаза и сетевой заградитель. Военно-воздушные силы — 246 самолётов (в основном устаревших).
15 сентября 1939 премьер-министр Австралии объявил о начале формирования Австралийских имперских сил (AIF) — экспедиционных сил для отправки за пределы Австралии, первоначально — 6-й пехотной дивизии и вспомогательных частей общей численностью 20 тысяч солдат и офицеров. Дивизия была сформирована в октябре-ноябре 1939, и отправлена в Египет в начале 1940 года, где должна была завершить обучение и получить вооружение от Великобритании.
Ещё три пехотные дивизии AIF (7-я, 8-я и 9-я), а также штаб 1-го корпуса и вспомогательные подразделения, были сформированы в первой половине 1940 года.

## Северная Африка, Средиземноморье и Ближний Восток
В 1940-41 годах в этот регион были отправлены 3 пехотные дивизии, а также несколько эскадрилий и боевые корабли.

### Северная Африка
Первые боевые действия австралийцев начали моряки. Летом 1940 на Средиземном море, в Александрии, вместе с британским флотом базировались австралийский крейсер «Сидней» и 5 старых австралийских миноносцев (прозванные «флотилией металлолома»). После вступления 10 июня 1940 во Вторую мировую войну Италии, крейсер «Сидней» потопил итальянский эсминец, а миноносец «Вояджер» — подводную лодку. 19 июля 1940 «Сидней», во взаимодействии с британскими эсминцами, вступил в бой против двух итальянских крейсеров и потопил один из них.
Австралийская пехота начала боевые действия в Итальянской Ливии в ходе операции «Компас», успешном наступлении войск Британского Содружества в декабре 1940 — феврале 1941. Хотя 6-я австралийская пехотная дивизия ещё не была полностью оснащена, она выполнила поставленную ей задачу по взятию итальянских укреплённых узлов. При поддержке 7-й британской танковой дивизии в Бардии было взято в плен 40 тысяч итальянцев. Затем австралийцы взяли Тобрук, захватив в плен ещё 25 тысяч итальянцев. 4 февраля 1941 6-я австралийская дивизия взяла город Бенгази. После этого 6-я дивизия была отведена (для последующей отправки в Грецию), её сменила 9-я австралийская дивизия.
В конце марта 1941 немецкие войска, высадившиеся в Северной Африке (Африканский корпус генерала Роммеля), начали наступление и вынудили силы Британского Содружества отступить к Египту. 9-я австралийская дивизия прикрывала этот отход, а 6 апреля 1941 получила приказ оборонять стратегически важный портовый город Тобрук, в течение не менее двух месяцев. В ходе длительной осады, 9-я австралийская дивизия, усиленная одной бригадой 7-й австралийской дивизии и британской артиллерией и танками, упорно отражала многочисленные атаки немецкой пехоты и танков. Снабжение гарнизона Тобрука осуществляли «металлоломные» австралийские миноносцы, два из них были потоплены. В сентябре-октябре 1941, после полугода осады, большинство австралийцев в Тобруке были заменены британской дивизией, однако оборона Тобрука обошлась австралийцам в 3 тысячи потерь, в том числе более 800 убитыми.
В этих боях в Северной Африке также принимали участие 2 австралийские эскадрильи.

### Греция, Крит и Ливан

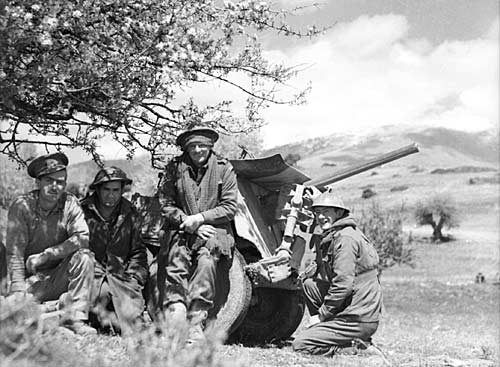
13 апреля 1941 года, солдаты австралийского противотанкового полка отдыхают после своего отхода из региона Веви.

В марте 1941 года в Грецию, для отражения немецкого нападения, был отправлен экспедиционный корпус Британского Содружества в составе 6-й австралийской дивизии, 2-й новозеландской дивизии и 1-й британской танковой бригады.
Немецкое вторжение в Грецию началось 6 апреля 1941, греческие войска и силы Содружества не смогли противостоять превосходящим силам противника, были вынуждены отступать. В конце апреля войска союзников были эвакуированы из материковой Греции. В ходе боёв австралийцы потеряли 320 человек убитыми и 2 тысячи пленными.
Большая часть 6-й австралийской дивизии была эвакуирована в Египет, а 19-я бригада была высажена на Крите. В боях, начавшихся там после высадки 20 мая 1941 немецкого десанта, австралийцы потеряли более 3 тысяч человек (большинство из них попало в плен).
В июне-июле 1941 года 7-я австралийская дивизия и 17-я бригада 6-й дивизии участвовали в Ливанско-Сирийской кампании против французских войск, перешедших на сторону Германии. Сломив упорную оборону французов, австралийцы заняли весь Ливан и взяли Бейрут 12 июля 1941. Остатки французских войск во главе с их командующим сдались австралийцам.

### Эль-Аламейн
После начала в декабре 1941 войны с Японией, 6-я и 7-я австралийские дивизии были возвращены в Австралию. Австралийские боевые корабли также ушли из Средиземного моря. На Ближнем Востоке осталась только 9-я австралийская дивизия, но и она перестала получать пополнение из Австралии.
В середине 1942 года немецко-итальянские силы разбили войска Содружества в Ливии и вступили в северо-западную часть Египта. В июне 1942 британская 8-я армия располагалась в 100 км западнее Александрии, 9-я австралийская дивизия получила приказ закрепиться на северном участке линии обороны. Австралийцы сыграли важную роль в первом сражении за Эль-Аламейн, где было остановлено наступление немцев и итальянцев. В сентябре 1942 9-я дивизия стала совершать атаки на позиции противника.
В октябре 1942 9-я австралийская дивизия и австралийские эскадрильи участвовали во втором сражении за Эль-Аламейн. 8-я британская армия перешла в наступление. 9-я дивизия в тяжёлых боях прорвала немецкую оборону, но понесла тяжёлые потери.
В январе 1943 дивизия была отправлена из Египта в Австралию.

### Тунис, Сицилия и Италия
После вывода 9-й австралийской дивизии в Северной Африке остались несколько австралийских эскадрилий, поддерживавшие наступление британской 8-й армии в Ливии, затем в Тунисе. Два австралийских миноносца также участвовали в высадке войск союзников в Северной Африке в ноябре 1942.
Австралийцы сыграли небольшую роль в Итальянской кампании. В мае-ноябре 1943 в Средиземном море находились 8 австралийских корветов, содействовавших высадке войск союзников в Сицилии. 239-е авиационное крыло и 4 австралийские эскадрильи также принимали участие в Сицилийской кампании и содействовали высадке в Италии в сентябре 1943.

## В Британии и Западной Европе
Австралийцы участвовали в обороне Великобритании в течение всей войны. Во время Битвы за Британию в 1940 году более 100 австралийских лётчиков сражались вместе с британскими ВВС. С июня 1940 по январь 1941 в Великобритании также были размещены две австралийские пехотные бригады, входившие в состав британских мобильных сил для отражения возможной высадки немцев на острове. С 1941 года в Великобритании находились несколько австралийских эскадрилий, защищавших от налётов немецких бомбардировщиков, а с середины 1944 — от Фау-1.
Две австралийские эскадрильи участвовали в «Битве в Атлантике». Они потопили 12 немецких подводных лодок. Одна австралийская эскадрилья некоторое время в 1942 году базировалась на севере СССР (в Ваенге). Несколько австралийских боевых кораблей участвовали в эскортировании караванов в Атлантике.
Австралийцы принимали активное участие в стратегических бомбардировках Германии, а также в авиаподдержке высадки в Нормандии и наступления войск союзников во Франции и Германии. Около 13 тысяч лётного и наземного персонала служили во многих британских и в пяти австралийских эскадрильях в составе британских бомбардировочных сил с 1940 года и до конца войны.

## Война на Тихом океане
В декабре 1941 австралийские вооружённые силы в регионе состояли из 8-й пехотной дивизии, размещённой в Малайе, и восьми частично обученных и экипированных дивизий на территории Австралии. В австралийских авиачастях было 373 самолёта, большинство из них устаревшие и учебные. Флот располагал в австралийских водах тремя крейсерами и двумя эсминцами. Кроме того дополнительно были переданы и построены — тяжёлый крейсер «Шарпшир», 4 эсминца, 15 тральщиков, 6 фрегатов, шлюп и 3 сетевых заградителя. Собственные потери флота за годы войны составили — лёгкий крейсер, эсминец и шлюп.

### Малайя и Сингапур

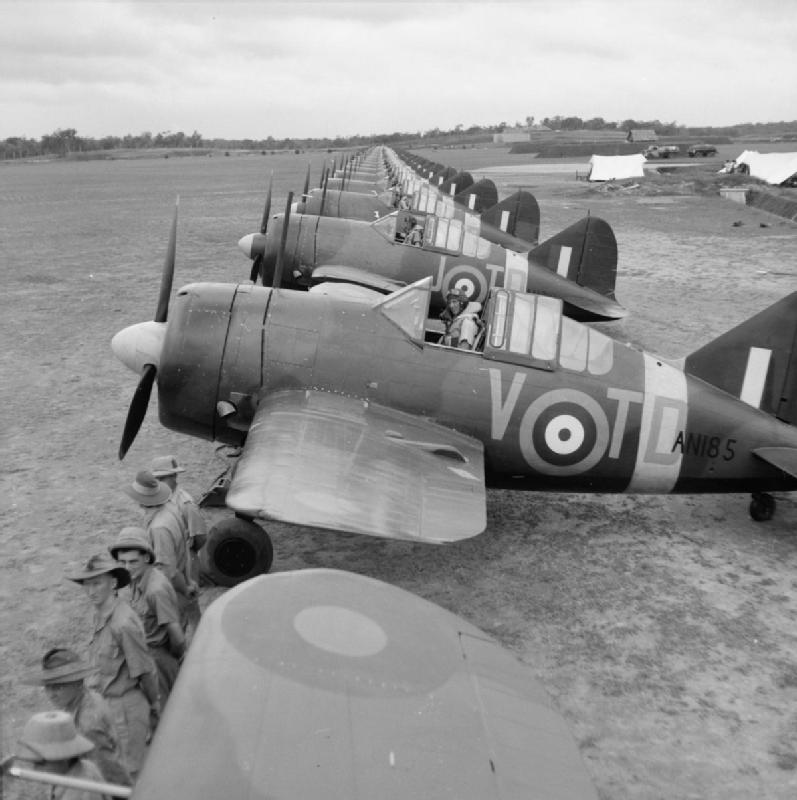
Истребители Brewster F2A Buffalo Королевских военно-воздушных сил Австралии в Сингапуре в ноябре 1941 года

К началу японского нападения в Малайе находилась австралийская 8-я пехотная дивизия (неполного состава) и 4 авиаэскадрильи. Они были размещены в Джохоре, на юге Малайи, там же располагались несколько индийских частей.
14 января 1942 австралийцы вступили в боевой контакт с японской 25-й армией, и под натиском превосходящих по численности японских сил 31 января отошли с боями в Сингапур, понеся большие потери — подразделения дивизии потеряли до половины личного состава (из них 145 раненых австралийцев попало в плен, все они, вместе с пленными индийцами, были убиты японскими императорскими гвардейцами по приказу командира гвардейской дивизии генерала Нисимуры).
Остатки 8-й австралийской дивизии по приказу командующего британскими войсками в Сингапуре генерал-лейтенанта Персиваля были размещены на северо-западном участке острова. Командующий полагал, что японцы будут штурмовать северо-восточный участок, и разместил там британскую 18-ю дивизию полного состава.
Однако 8 февраля 1942 японцы после многочасовых артобстрелов и бомбардировок высадились именно на австралийском участке обороны. Австралийцы упорно сопротивлялись в течение двух дней тяжёлых боёв, но не смогли сдержать напор японцев. Генерал Персиваль не послал помощь австралийцам, поскольку был твёрдо уверен, что это всего лишь отвлекающий манёвр японцев.
15 февраля 1942 британский генерал Персиваль лично, с белым флагом в руках, явился к японцам и сдал все оставшиеся под его командованием войска и весь Сингапур японцам. В Японии это было отмечено как национальный праздник — каждой семье власти выдали по пакетику бобов, а всем детям до 13 лет — по леденцу. В Сингапуре тем временем японские войска методично уничтожали китайских жителей, а всех европейцев и индийцев Сингапура поместили в концлагеря.

### Индонезия и Тимор
В первые недели войны против Японии два батальона австралийской 23-й пехотной бригады были высажены на острове Амбон и на Западном Тиморе (принадлежавших Нидерландам). Кроме того, 2-я отдельная рота коммандос была высажена в Дили на Португальском Тиморе (в нарушение нейтралитета Португалии).
Остатки австралийского батальона на Амбоне после 5 дней боёв против высадившихся японцев сдались, и японцы, как обычно, убили всех пленных. Та же судьба постигла второй австралийский батальон на Западном Тиморе.
Однако рота коммандос (под командованием майора-резервиста Александера Спенса, по профессии — журналиста) в Португальском Тиморе не только не сдалась, но вела партизанскую борьбу против японских войск (48-й дивизии) до февраля 1943, когда рота была эвакуирована австралийскими кораблями. (В июне 1943 эта рота была высажена на острове Новая Гвинея, затем на острове Новая Британия, где сражалась против японцев до окончания Второй мировой войны.)
В марте 1942 несколько австралийских боевых кораблей, пехотные части общей численностью в три тысячи бойцов, и несколько авиаэскадрилий обороняли остров Яву от высадившихся там японцев.

### Новая Гвинея

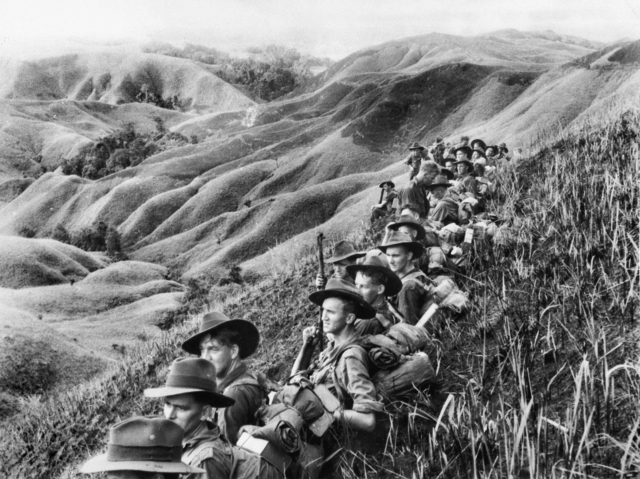
Австралийские солдаты на севере Новой Гвинеи, 23 марта 1944 года

Японские войска высадились на северном побережье Новой Гвинеи 8 марта 1942. В то время там не было австралийских войск. Первый боевой контакт состоялся 29 июня 1942, когда австралийская 5-я отдельная рота коммандос успешно атаковала один из японских гарнизонов в посёлке Саламауа, уничтожив около 100 японцев (австралийские потери — 3 раненых).
Японцы решили захватить Порт-Морсби на южном побережье Новой Гвинеи не высадкой с моря, а сухопутным путём (более 200 км), от северного побережья. Первое сопротивление японцам на этом маршруте 22 июля 1942 оказала слабоподготовленная австралийская бригада резервистов (3 батальона, из них один папуасский, общая численность — около 2 тысяч австралийцев и 500 папуасов). Они сумели замедлить продвижение японцев, но не смогли его остановить.
Численность японских экспедиционных сил на этом маршруте достигла 10 тысяч, австралийцы прислали на помощь своей бригаде 2 батальона (из 7-й пехотной дивизии). 16 сентября 1942 японцы находились в 50 км от Порт-Морсби, где получили приказ от вышестоящего командования вернуться на северное побережье Новой Гвинеи. Австралийцы преследовали отступавших японцев, и к ноябрю 1942 те оказались на небольшом плацдарме на северном берегу. Этот плацдарм в ноябре 1942 был атакован австралийской 7-й дивизией и американской 32-й дивизией, однако японские войска там были уничтожены лишь в январе 1943.
Бои с небольшими японскими силами на северном побережье Новой Гвинеи (в том числе в западной, нидерландской части острова) продолжались до 1945 года.

### Борнео
Бои на острове Борнео стали последней крупной наземной операцией австралийских сухопутных сил. Там были высажены 2 австралийские дивизии, на 3 отдельных участках, с мая по июль 1945. Целью был захват нефтяных полей и лишение Японии источников топлива.

## Японские бомбардировки Австралии и нападения на австралийские суда в территориальных водах страны

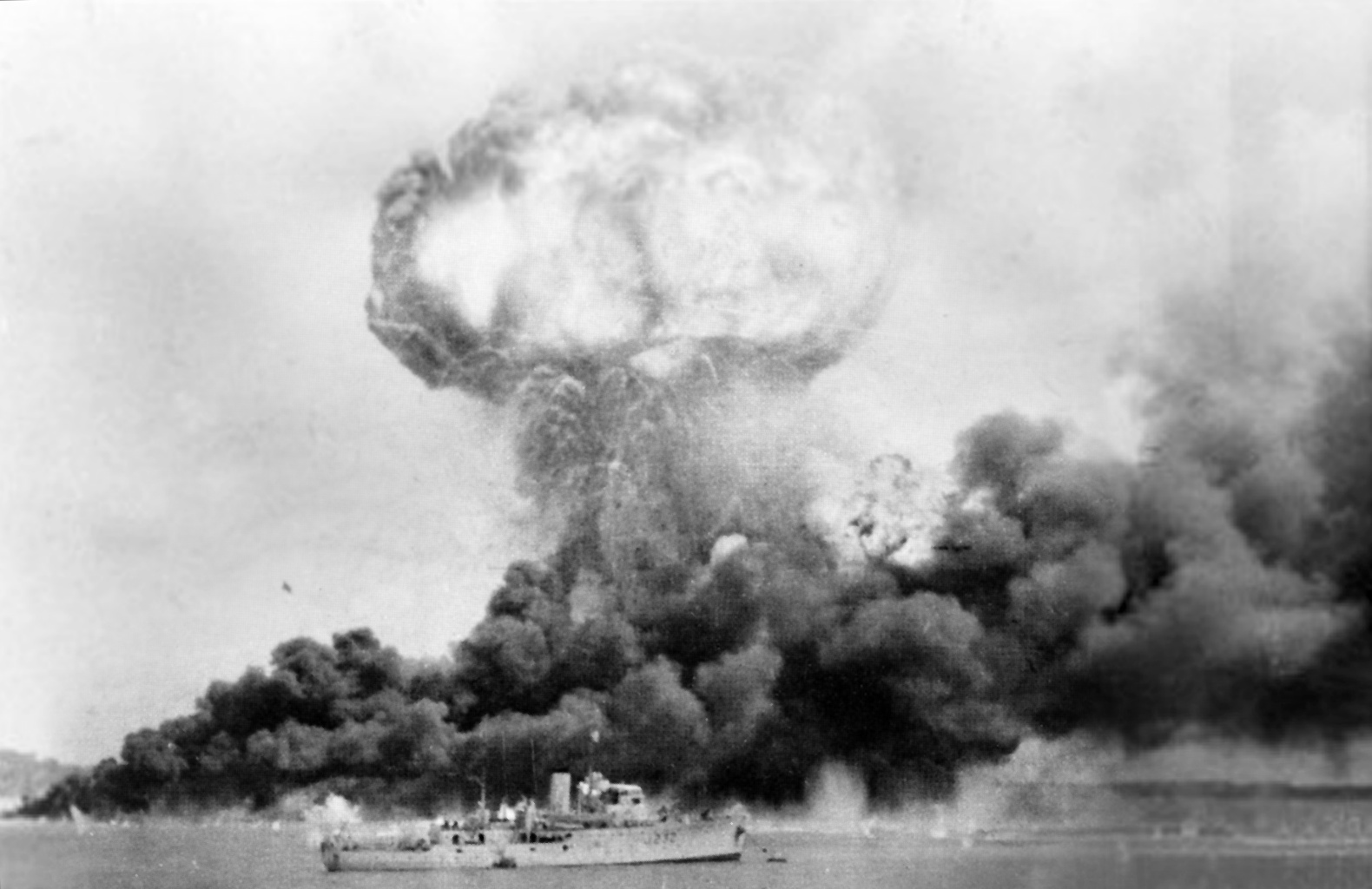
Первый воздушный налёт на город Дарвин. 19 февраля 1942 года

В годы войны территория Австралии впервые в истории подверглась прямому нападению противника.
С 1940 по начало 1945 года страны «оси» и их союзники с кораблей и подводных лодок периодически атаковали австралийские суда в территориальных водах страны. Японские самолёты 97 раз бомбили города и аэродромы в Северной Австралии в течение 1942—1943 годов.